# Cândido Marinho Rocha
Cândido Marinho Rocha (Belém, 14 de junho de 1907 - 15 de novembro de 1985) foi um escritor brasileiro com raízes no estado do Pará, cujo cotidiano da capital deixou registrado, sendo precursor do "paraensismo".

## Biografia
Formou-se em contabilidade e foi oficial R2 do Exército, além de professor do SENAC na área de Metodologia. Começou a publicar seus contos e crônicas aos 15 anos, em 1922. Em 1958 foi eleito membro do Instituto Histórico e Geográfico do Pará, lançando em 1959 seu primeiro livro de contos, "Terra Molhada".
Fez parte de um grupo de intelectuais que fundou o Norte Teatro Escola do Pará, onde exerceu o cargo de diretor administrativo, e a Faculdade de Ciências Contábeis e Atuariais do Pará, onde exerceu a presidência, depois incorporada à Universidade Federal do Pará.
Cândido Marinho Rocha tinha como grande fonte de inspiração da sua literatura a Ilha do Mosqueiro. Foi um dos mais ativos cronistas na imprensa do Pará.
Foi também membro da Academia Paraense de Letras, ocupando a cadeira n°1, além de tesoureiro e presidente dessa instituição.

## Excerto
Exemplo de seu estilo literário está consignado neste registro da vida em Belém, consignado em página da casa legislativa da cidade, por ocasião das comemorações de seus 400 anos, em 2016:
"(...) Passaram pelo belo edifício de mármore português “Paris N’América”, majestoso, repleto de “voiles” suíços, nas mais belas e finas padronagens. O tafetá, o organdy, a casemira, o linho, entre os quais o famoso HJ, os botões de madrepérola, os enfeites, as alamares, as fitas, gaze, crepes – tudo do exterior – havia ali em profusão. Em frente, o “Bom Marché”, imenso casarão antigo, importante loja de artigos para homens e para damas, no mesmo diapasão, vendendo camisas de fabricação portuguesa, da famosa Fábrica Confiança, do Porto, com conceituada seção de alfaiataria rival do “O Sport Londrino”, na confecção de ternos no figurino inglês. Não havia um só figurino em língua portuguesa, era tudo “smart”, “chic”, “dernier cri”, “royal”, “supreme”, ninguém anunciava “O Alfaiate perfeito”, era mais ou menos “The Magic Taylor” – e assim marchava o tempo..."

## Homenagem
Demonstrando a sua importância para a vida cultural e literária da cidade de Belém, já em 1987 foi criada, com seu nome, a Biblioteca Municipal Cândido Marinho Rocha, em Vila do Mosqueiro.

## Principais obras
Dentre os livros publicados pelo autor, tem-se:
- Terra Molhada - contos (1959)
- Vila Podrona - romance (1964)
- O Defunto Homem -romance e novela (1968)
- Ilha, Capital Vila - romance e novela (1973), ed. Falangola
- Menino  de Marajó - romance e novela (1973)
- Biografias Maçônicas Paraenses (1978)
- Tijuco, Leito de Amores: a inocente sabedoria (1975)
- As Viúvas (1979)